# Öldzijt (ajmak północnochangajski)
Öldzijt (mong. Өлзийт сум) – jeden z 19 somonów ajmaku północnochangajskiego położony w jego wschodniej części. Siedzibą administracyjną somonu jest Chöszööt znajdujący się 400 km od stolicy kraju, Ułan Bator i 140 km od stolicy ajmaku, Cecerlegu. W 2010 roku somon liczył 2831 mieszkańców.

## Gospodarka
Występują tu złoża rudy żelaza i surowców budowlanych. Usługi: szkoła, szpital, domy wypoczynkowe.

## Geografia
Somon położony jest wśród gór Bajszir i Öldzijt, należących do pasma górskiego Chentej, w dorzeczu rzeki Orchon. Występują tu słone jeziora, między innymi Cagaan nuur. Obszar znajduje się w strefie surowego klimatu kontynentalnego. Średnie temperatury stycznia wynoszą od -21 do -22, natomiast czerwca między 18 a 20 °C. Średnie roczne sumy opadów wynoszą 250 – 300 mm.

## Fauna
Na terenie somonu występują m.in. lisy, wilki, manule, zające i  świstaki syberyjskie.